# Дейлс, Стейси
Стейси Дейлс (англ. Stacey Dales; род. 5 сентября 1979 года, Коллингвуд, провинция Онтарио, Канада) — канадская профессиональная баскетболистка, выступавшая в женской национальной баскетбольной ассоциации. Была выбрана на драфте ВНБА 2002 года в первом раунде под общим третьим номером командой «Вашингтон Мистикс». Играла на позиции защитника и форварда. В настоящее время работает ведущей на канале NFL Network.

## Карьера в баскетболе
Дейлс училась в университете Оклахомы, где выступала за местную женскую баскетбольную команду. Стейси показывала хороший уровень игры и в 2001 и 2002 годах включалась в первую всеамериканскую сборную. Её также дважды выбирали баскетболисткой года конференции Big 12, а по итогам выступления за университет она стала лидером по количеству передач за всю историю конференции (764). Кроме того, в 2002 году её включили во всеамериканскую все спортивную сборную. Во время своего последнего года в университете Дейлс привела свою команду до финала NCAA, однако там «Сунерс» уступили Коннектикуту. По окончании обучения Стейси вышла замуж и сменила имя на Дейлс-Шуман, однако после развода в 2005 году вновь стала использовать свою девичью фамилию.
Дейлс была выбрана на драфте ВНБА 2002 года под общим третьим номером клубом «Вашингтон Мистикс», став первой представительницей Канады, выбранной под таким высоким номером. В этом же году она была приглашена на участие в матче всех звёзд ЖНБА в качестве замены. Во время её выступлений за «Мистикс» у неё диагностировали болезнь Рейно и в 2004 году она была вынуждена объявить о завершении карьеры.
Однако уже спустя два года Дейлс вернулась в ЖНБА и стала выступать за «Чикаго Скай», которые выбрали баскетболистку на драфте расширения 2006 года после того, как «Мистикс» отказались продлевать с ней контракт. 5 апреля 2008 года Дейлс во второй раз объявила о завершении своей игровой карьеры.

## Телевизионная карьера
После завершения профессиональной карьеры баскетболиста Дейлс работала студенческим баскетбольным аналитиком (как на матчах женских, так и мужских команд), а также репортёром на поле канала ESPN на студенческих матчах по американскому футболу. В ноябре 2008 года она покинула ESPN из-за разногласий об условиях её контракта, когда из-за сокращений расходов канал отказался оплачивать Стейси перелёты в первом классе.
31 августа 2009 года Дейлс стала ведущей Gameday Morning на канале NFL Network. Во время зимних Олимпийских игр 2010 года Дейлс работала репортёром на канале Universal Sports.

## Семья
Брат Стейси — Бёрк десять сезонов отыграл в Канадской футбольной лиге и в 2014 году завершил игровую карьеру. Её двоюродный брат Джейсон Арнотт 18 сезонов отыграл в НХЛ и в 2013 году завершил карьеру.